# Everything Was Beautiful and Nothing Hurt
 (décembre 2017).
Si vous disposez d'ouvrages ou d'articles de référence ou si vous connaissez des sites web de qualité traitant du thème abordé ici, merci de compléter l'article en donnant les références utiles à sa vérifiabilité et en les liant à la section « Notes et références ».
Albums de Moby
More Fast Songs About Apocalypse
(2017)
Everything Was Beautiful and Nothing Hurt est le quinzième album de Moby sorti le 2 mars 2018 sur les labels Little Idiot et Mute. Après deux albums punk de la période The Void Pacific Choir en 2016-2017, Moby revient à sa musique électro.
Contrairement à ses albums précédents, cet album bénéficie d'une vraie campagne publicitaire annonçant sa sortie à partir de décembre 2017. L'artiste décide de reverser les bénéfices de l'album aux associations de défense des droits des animaux.
Quelques mois plus tard,  il publie une version "live" de l'album (EastWest Session) avec neuf des douze chansons complétées par des overdubs d'instruments rocks (guitares, batterie, basse...) enregistrés en prise live.
Le titre Like a Motherless Child reprend un classique du negro spiritual : Sometimes I Feel Like a Motherless Child.

## Titres
| No  | Titre                     | Durée |
| --- | ------------------------- | ----- |
| 1.  | Mere Anarchy              |       |
| 2.  | The Waste of Suns         |       |
| 3.  | Like a Motherless Child   |       |
| 4.  | The Last of Goodbyes      |       |
| 5.  | The Ceremony of Innocence |       |
| 6.  | The Tired and the Hurt    |       |
| 7.  | Welcome to Hard Times     |       |
| 8.  | The Sorrow Tree           |       |
| 9.  | Falling Rain and Light    |       |
| 10. | The Middle is Gone        |       |
| 11. | This Wild Darkness        |       |
| 12. | A Dark Cloud is Coming    |       |